# Silvana Jirotková
Silvana Jirotková (* 23. listopadu 1977 Ostrava) je česká manažerka, v letech 2019 až 2022 náměstkyně ministra průmyslu a obchodu ČR, od března 2018 do června 2019 generální ředitelka agentury CzechInvest.

## Život
Vystudovala Gymnázium Františka Hajdy v Ostravě a následně Obchodně podnikatelskou fakultu v Karviné Slezské univerzity v Opavě (získala titul Ing.).
V roce 2002 se stala zaměstnankyní agentury CzechInvest, zastávala mimo jiné pozici ředitelky interních projektů. Na jaře 2018 vyhrála otevřené výběrové řízení na post generální ředitelky agentury poté, co byl v lednu 2018 z funkce odvolán její předchozí šéf Karel Kučera. Následně ministr průmyslu a obchodu ČR v demisi Tomáš Hüner podepsal její jmenovací dekret, a to s účinností od 26. března 2018.
Dne 2. května 2019 byla po příchodu nového ministra průmyslu a obchodu ČR Karla Havlíčka jmenována jeho politickou náměstkyní. Do konce června 2019 pak ještě dočasně šéfovala agentuře CzechInvest, od července 2019 ji na postu nahradil Patrik Reichl. Na postu náměstkyně ministra působila do konce dubna 2022.
Silvana Jirotková žije v Praze. Je vdaná a má tři děti.